# Khoni
Khoni là một thị trấn thống kê (census town) của quận Thane thuộc bang Maharashtra, Ấn Độ.

## Nhân khẩu
Theo điều tra dân số năm 2001 của Ấn Độ, Khoni có dân số 22.687 người. Phái nam chiếm 65% tổng số dân và phái nữ chiếm 35%. Khoni có tỷ lệ 67% biết đọc biết viết, cao hơn tỷ lệ trung bình toàn quốc là 59,5%: tỷ lệ cho phái nam là 72%, và tỷ lệ cho phái nữ là 58%. Tại Khoni, 14% dân số nhỏ hơn 6 tuổi.